# Winterspelt 1944
Winterspelt 1944 ist ein 1977 entstandener deutscher Spielfilm nach dem 1974 veröffentlichten Roman „Winterspelt“ von Alfred Andersch mit Ulrich von Dobschütz in der Rolle eines deutschen Wehrmachtsoffiziers, der seine Einheit kampflos dem anrückenden US-amerikanischen Gegner übergeben will, um ein sinnloses Blutvergießen zu vermeiden. Es handelt sich hierbei um eine Film-Fernseh-Gemeinschaftsproduktion des anerkannten TV-Dokumentaristen Eberhard Fechner.

## Handlung
Der Ort Winterspelt in der Eifel im Spätherbst 1944: An der Westfront herrscht Ruhe, die deutsche Wehrmacht hat aus Berlin neue Panzerverbände und ausgeruhte Truppen zugesagt bekommen, mit denen ein letzter Versuch gestartet werden soll, im Rahmen einer Ardennenoffensive die unaufhörlich nach Osten rückenden US-amerikanischen und britischen Truppenverbände zu stoppen und schließlich zurückzuwerfen. In dieser Ausgangssituation erkennt der noch junge und von seiner lebensklugen und vernunftsorientierten Freundin Käthe Lenk beeinflusste Kommandeur Major Dincklage, dass der Krieg für die Deutschen verloren ist. Er ist, anders als seine Vorgesetzten, nicht länger bereit, sinnlos seine Soldaten für eine chancenlose Abwehrschlacht zu opfern. In ihm reift die Idee einer kampflosen Übergabe seines Bataillons an die Amerikaner. Bei dieser geplanten Aktion muss er sehr vorsichtig umgehen, denn Dincklage weiß, dass er damit Hochverrat begeht. Er ahnt noch nicht, dass nicht nur seine eigenen Leute dagegen aufbegehren könnten, sondern dass sogar der Feind, dem Dincklages Aktion durchaus zupass kommen dürfte, sich querzustellen droht.
Unter Dincklages Kommando dient auch der brutale und ein wenig tumbe Obergefreite Hubert Reidel. Der Hotelierssohn ist bei seinen Leuten unbeliebt, ein Schleifer und Nationalsozialist, der sich einem Kameraden in homosexueller Absicht genähert hat. Daher läuft derzeit ein Verfahren gegen ihn. Reidel droht wegen § 175 die Deportation in ein Konzentrationslager. Um sich bewähren zu können, wird Reidel dazu abkommandiert, den Kunsthistoriker Schefold zu den Amerikanern zu begleiten. Schefold soll mit den US-Militärs die Bedingungen für die Übergabe des Bataillons aushandeln. Doch ein althergebrachter Ehrenkodex der Offiziere erlaubt keinen Bruch des Fahneneids, und so scheitert das Projekt frühzeitig. Reidel, ein Mann mit sadistischen Zügen, sieht jetzt die Gelegenheit gekommen, sich endgültig zu rehabilitieren, demütigt Schefold auf freiem Feld, indem er ihn auf alle Viere zu Boden zwingt, und erschießt schließlich den korpulenten Kulturmenschen, der wie ein humanistischer Gegenentwurf zur Barbarei soldatischer Untugenden des Zweiten Weltkriegs wirkt. Wenige Tage darauf beginnt die Ardennen-Offensive, die für Zigtausende auf beiden Seiten zum Massengrab wird.

## Produktionsnotizen
Winterspelt 1944 entstand an 42 Drehtagen zwischen dem 5. September und dem 22. Oktober 1977 wegen des noch erhaltenen alten Häuserbestandes in Maspelt und der belgischen Eifel. Der Film wurde am 24. Februar 1978 in Berlin im Rahmen der Internationalen Filmfestspiele uraufgeführt und kam am 28. April 1978 in die Kinos der Bundesrepublik Deutschland. 
Die Filmbauten entwarf Hans-Jürgen Kiebach, die Ausstattung hatte Wolf Witzemann.